# 范浩揚
范浩揚（英語：Karson Oten Fan Karno，1976年4月5日—），原名范卡諾，又稱K.Oten，是香港前英文科補習導師。他曾於英皇教育、現代教育、康橋教育、星河教育等補習社任教，因涉及違反專業操守及法律案件而受到關注。
2010年，范浩揚因盜錄及使用現代教育同科導師的教材及教學片段而離開該機構，同年11月破产。2011年，他因涉及金錢糾紛及涉嫌假離婚而離開康橋教育，並於同年創辦星河教育，至2018年停止營運，范浩揚亦於同年10月宣布退休並離開香港。

## 背景
范浩揚在香港補習行業先後多次在眾多補習社有紛爭，曾任職教育機構如十優書院、英皇教育、現代教育、康橋教育、翹英教育、星河教育。范浩揚的學歷、師資、教學成效、人格經常受到批評及質疑。2006年，范浩揚與英皇教育之合約糾紛成為了香港教育界中牽涉金額最高的法庭訴訟。2018年10月，范浩揚開辦的星河教育全線結業。
范浩揚在中學時於青衣保良局八三年總理中學（1993年中五）就讀，在校時曾參加過多個聯校唱歌比賽。他18歲時曾入職美容及保健公司如新，19歲時曾因參加公開歌唱比賽而獲得一份寶麗金歌手合約，20歲時擔任香港歌手的舞者。後來於2000年透過香港電台主辦的「新世紀DJ選拔大賽」得到冠軍而加入香港電台擔任唱片騎師。
1998年，於香港大學三級榮譽畢業。雙主修中文及英文。畢業前於1997年應邀擔任教育署成人教育組英語副科主任。1998年至1999年出任毅進計劃英文導師。
2002年5月，受時任英皇教育老闆F.Shum（岑宜輝）邀請，與任教數學科導師Dick Hui（許思明）一同加盟。同年，成立K.Oten English Team，並與許思明開設網站Examfighter.com，作為與學生交流之網上平台。2004年，中文科補習導師周勤才加盟英皇教育，成為Examfighter.com導師之一。
2006年，因與英皇教育出現分歧，周勤才、范浩揚及許思明三人先後「過檔」至現代教育，其團隊亦重組為K.Oten Super English Force。2007年，與其助教之一Cherlotte Ng（吳嘉欣）結婚。
2010年，范浩揚因與現代教育出現分歧，一度於不同的小型補習社開辦課程，包括康橋教育及翹英教育等。同年7月，他與多位前現代教育導師包括C.Y. Chau、Thomas Yan等正式加盟康橋教育，其教學團隊亦改名為（Cherlotte Super English Force）。
2010年，范浩揚與吳嘉欣辦理離婚手續，但實際當時未有正式分開，直至2018年兩人才結束關係。
2010年11月24日，被高院頒令范浩揚破產。
2018年，范浩揚宣布正式離開補習界，其任教7年的「星河教育」全線結業。
2022年至2024年，范浩揚移居越南，並在越南焦點學習教育集團（Focus Learning Education Group）擔任學術總監。此前從2023年12月開始以「紅嗓策劃」（Red Voice Global）營運總監身份策劃演唱會或公開活動，亦與友人合伙經營恆康國際大健康集團。

## 爭議事件

### 與英皇教育興訟
- 2006年4月24日，英皇教育發出律師信指K.Oten違反合作協定，未經英皇教育的同意，參與出版2套在OK便利店發售的模擬試題，並於網站my100fun.com提供視象授課，但K.Oten反駁稱從無簽過上述合作協定，而模擬試題一事早獲英皇教育授權，更指英皇教育拖欠他該年3月10日至4月24日的補習學費分紅共265萬多元，成為香港開埠以來教育界涉及最龐大金額的官司。[7]

- 太陽報於2006年5月3日就此作全版頭版報導，並在2006年5月6日的社論中，指K.Oten的成功在於他「考試方面的實際經驗、教學方法和親和力」，足以使香港教師「慚愧得抬不起頭來」，更稱之為「范卡諾現象」（范卡諾為范浩揚之前名）。[8]

- 2009年初，英皇教育控告范浩揚違約的官司於高等法院正式開審，經過多輪審訊後，同年7月15日高等法院判范的一方敗訴，需要賠償英皇教育880萬元（扣除范應得的利潤連利息，實際只需賠580萬元）。[9]。2009年7月，范浩揚（K.Oten）獲數十名學生支持就案件上訴。[10] [11]

- 2010年9月，英皇教育入稟高等法院，因范浩揚之欠款（連堂費計算超過一千二百萬）仍未償還，要求法院頒佈范破產。[12] 同年11月，高院審理有關英皇申請范破產的案件，由於范浩揚缺席聆訊，而且沒有簽署英皇教育律師之誓章提出抗辯，因此於11月25日被高院頒令其破產。[13]

### 涉嫌不當取得會考試題
- 2008年5月7日，范浩揚被指不當取得會考試題，與電訊公司合作提供會考英文科試題短訊分析服務。[14]現代教育否認與事件有關，並暫停與范浩揚合作及進行調查。[15]

### 涉嫌盜印考試局版權試卷
- 2010年5月，香港海關搜查與范浩揚有關的14間補習中心及其製作教材之辦公室，檢獲逾萬本懷疑侵權複印本，拘捕八名男女，包括范及涉及辦公室之負責人，即范浩揚之母親。海關表示，懷疑侵權品上大多印用范的卡通圖像及其姓名，相信案件與范浩揚有直接或間接關係。[16]
- 調查於2012年年底終結，香港廉政公署發函，表示該案件證據不足已終止調查。[17]

### 康橋教育事件
- 2010年7月，康橋教育聘請多位前現代教育補習名師加盟，包括范浩揚、C.Y. Chau（周頌賢）、Thomas Yan（甄敬堂）等。[18]

- 2011年4月2日，康橋教育發出聲明，指范浩揚涉嫌與其前妻Cherlotte Ng及母親造假帳，騙取該校金錢，另外以不當手法收集學生資料，以及引誘該校學生轉到其他教育機構就讀，因而即時停辦范浩揚所有英文課程。[19] 同年4月4日，K.Oten及Cherlotte Ng發表聲明，反駁康橋教育聲明中提及的並非事實，指康橋教育發出的聲明涉及誹謗，並入稟高等法院控告康橋教育行政委員會，包括影子股東、物理科導師周頌賢，以及追討由2010年12月至2011年3月的學費分帳近三百萬元。[20]

- 2012年3月，康橋教育爆出時任營運總監、會計科導師甄敬堂涉嫌挪用公款之醜聞。與范浩揚之糾紛案件尚未開審，康橋教育便因行政混亂及欠薪而倒閉。 [21][22]

### 收音機事件
- 2013年4月，范浩揚於課堂上向學生推銷「全攻型」收音機，但被指該收音機只是 Audiomax SR 202型號的平價產品，有謀取暴利之嫌，亦有指范浩揚涉嫌教唆學生以收音機干擾其他考生。范浩揚否認有關指控，表示只是該收音機額加配天線後可使接收更清晰，而「部機係補習社（星河）賣，我只係幫手推銷」。之後，專家利用量度電子訊號的頻譜儀測試後，發現該天線沒有訊號輸出，是不可能影響他人的，此證實其學生沒有干擾其他人，還范浩揚「清白」，此段內容也刊登於下方同一個文章來源中。[23][24]

### 前妻揭家醜事件
- 2019年7月，范浩揚前妻吳嘉欣向傳媒透露，表示目前為范欠債後「走佬」，要她背負二人分開前開設的多間公司的數百萬債務。她指范拿走了公司名下的車不肯交還，最後報警求助，取回車輛後發現有9張罰單未交。吳指范浩揚之前向銀行大額借款，部分要她和公司同事作擔保人，使她及兩位同事背負巨債。吳嘉欣並指范仍不斷向人借錢，她希望呼籲所有人不要再借錢給他。[25]。之後，范浩揚於個人社交網站臉書專頁，登出與前妻吳嘉欣的WhatsApp通訊軟體對話內容，公開反駁及否認其前妻之指控[26]。

## 外部連結
- 范浩揚的Facebook專頁
- 范浩揚的Instagram帳戶
- 范浩揚個人網站